# Auloron
|  | Per a altres significats, vegeu «Vescomtat d'Auloron». |

Auloron (en occità: País d'Auloron) és un parçan o comarca d'Occitània situada al nord-oest del Bearn (Gascunya). La ciutat principal és Auloron Santa Maria.
A l'edat mitjana va formar el Vescomtat d'Auloron.
Segons la proposta de divisió territorial d'Occitània del diari Jornalet, basada en l'obra de Frederic Zégierman Le Guide des pays de France, l'Auloron estaria ubicat a la regió de la Gascunya, subregió del Bearn.
Oficialment, les comunes d'Auloron estan adscrites administrativament i situades al centre del departament francès dels Pirineus Atlàntics, a la regió administrativa de Nova Aquitània.